# Casalot de la Carlana
El Casalot de la Carlana és un mas situat al municipi de Granyena de Segarra a la comarca de la Segarra. Es troba en un estat molt malmès i enrunat.